# 秋田公立美術大学
秋田公立美術大学（あきたこうりつびじゅつだいがく、英語: Akita University of Art）は、秋田県秋田市にある公立大学。略称は秋美（あきび）、AUA。

## 概観

### 大学全体
秋田公立美術工芸短期大学が2013年（平成25年）に4年制大学移行によって設置された大学で、東北地方の公立大学では唯一の美術系大学となる、美術学部1学部の単科大学である。
なお、美術とは本来工芸分野を包摂するより広い概念であるということに鑑み、4年制大学移行にあたっては大学名から「工芸」が外れた。同時に公立大学へと移行しており、秋田市が設立する公立大学法人秋田公立美術大学を大学の設置者としている。

### 建学の理念
建学にあたって、以下の4つの基本理念が制定されている。
- 新しい芸術領域を創造し、挑戦する大学
- 秋田の伝統・文化をいかし発展させる大学
- 秋田から世界へ発信するグローバル人材を育成する大学
- まちづくりに貢献し、地域社会とともに歩む大学

## 沿革
2012年（平成24年）11月1日に大学設置・学校法人審議会が文部科学省に新設の認可を答申したが、翌2日に田中眞紀子文部科学大臣が他の2つの私立大学とともに不認可にし物議を醸した。世論・マスコミの反発を受けて同月8日、正式に設置が認可され、文部科学省高等教育局長の板東久美子（文部科学省からの出向で秋田県副知事だったこともある）から直接認可状が手渡され、2013年（平成25年）4月に開学した。
年表
- 2013年（平成25年）4月1日 - 開学[4]。

## 基礎データ
- 所在地：秋田県秋田市新屋大川町
- 交通アクセス：新屋駅（羽越本線）下車

## 教育および研究

### 組織

#### 学部
- 美術学部
  - 美術学科
    - アーツ&ルーツ専攻
    - ビジュアルアーツ専攻
    - ものづくりデザイン専攻
    - コミュニケーションデザイン専攻
    - 景観デザイン専攻

#### 大学院
2015年に大学院美術総合研究科（仮称）の基本構想を発表した。2017年4月に大学院修士課程・複合芸術研究科が設置された。2019年（令和元年）4月に複合芸術研究科複合芸術専攻博士課程を設置。

#### 短期大学
- 秋田公立美術工芸短期大学 - 本学の設立母体となった短期大学。本学設置前年の2012年度をもって短期大学では学生の募集を停止しており、2013年4月より経過措置として公立大学法人秋田公立美術大学が運営した。2015年10月30日をもって閉学した。

#### 附属機関
- アトリエももさだ
- 附属図書館

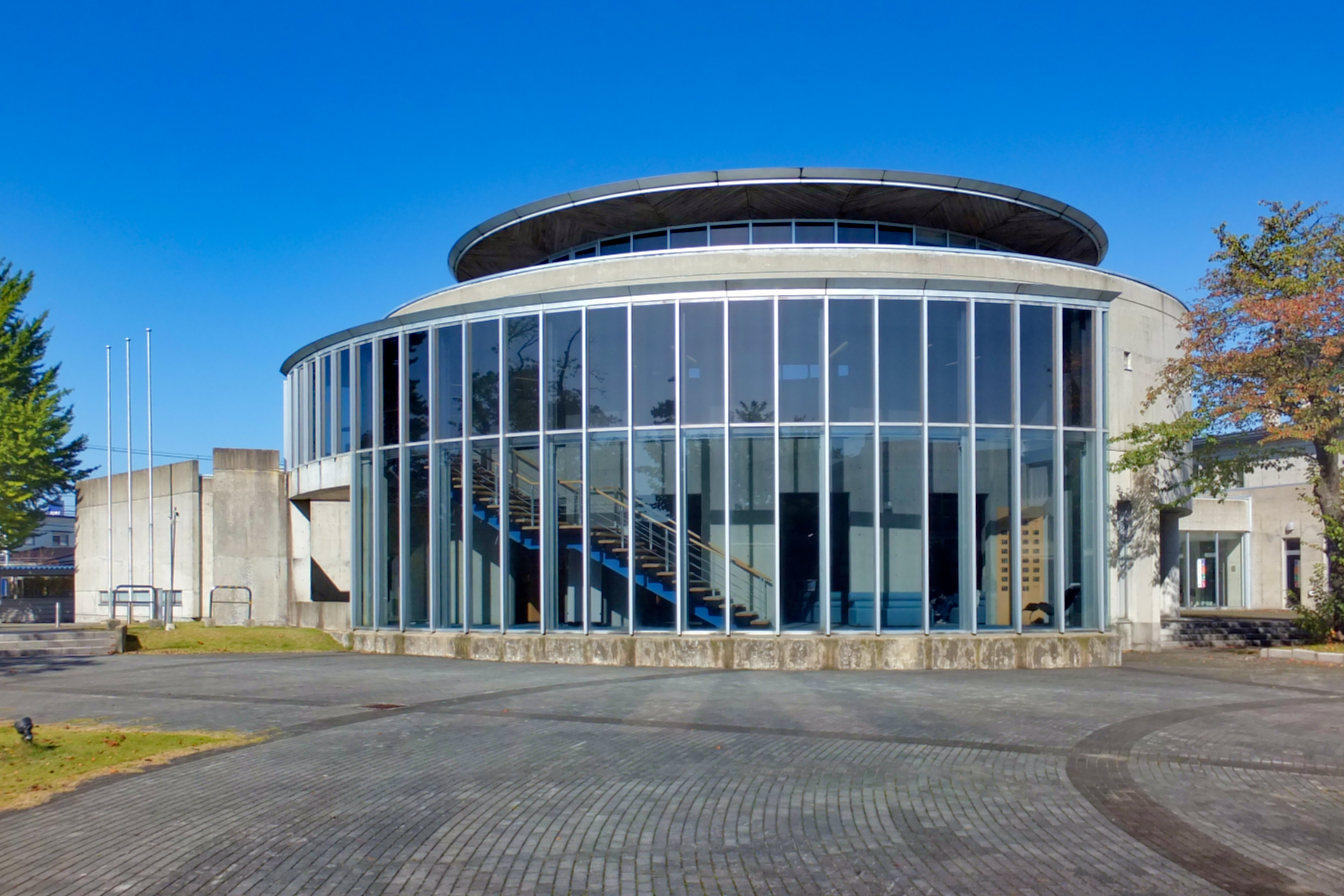
附属図書館

- 美短サテライトセンター - フォンテAKITA6階にあるサテライトセンター。
- BIYONG POINT - 秋田ケーブルテレビ内にある秋田公立美術大学ギャラリースペース。
- 秋田公立美術大学附属高等学院
- キャリアセンター
- 国際交流センター

### 研究
- グローバルCOEプログラムの採択はない。
- 大学を活用した文化芸術推進事業（ 「ローカルメディアと協働するアートマネジメント人材育成事業」2015年度〜2017年度）
- 大学における文化芸術推進事業（「AKIBI 複合芸術プラクティス 旅する地域考」2018年度より継続中）

## 各専攻の教育内容

### アーツ&ルーツ専攻
アーツ＆ルーツ専攻では既存の美術教育の領域に限定されない幅広い表現への関心を育み、地域の文化資源・歴史・伝承等を踏まえた総合芸術の実践を目指す。そのため美術作家（絵画・彫刻・アートプロジェクト）だけでなくキュレーター・人類学者・哲学者がスタッフとして関わる。フィールドワークやリサーチ、コンセプト制作等のプロセスを非常に重視しており、２年次の現代芸術演習においてはプロジェクトに関するリサーチと発表に関する講評を行い、3年次以後の演習は作品を主軸とするものとなる。専攻科目では「アートプロジェクト演習」等の講座も設置されており、プロジェクト型アートや協働制作の教育も行われている。

### ビジュアルアーツ専攻
ビジュアルアーツ専攻は美術系大学としては珍しい現代アートに特化した専攻である。
ビジュアルアーツ専攻の最大の特徴は、表現メディアを限定せず、さまざまなアートの分野を横断的に行うこととし、「彫刻」や「油画」「映像」表現形態によって分けられたカテゴリーに固着することなく、社会や社会問題に対するアート表現を行っている。ビジュアルアーツ専攻に所属する学生は、一つのメディアだけを選ぶのではなく、その時々の課題やテーマに合わせて最も適したメディアを都度選びアート表現を行う。

### ものづくりデザイン専攻
美短時代から引き継がれる工芸系の専攻である。従来どおりの工芸に加えて、プロダクトデザインによる教育も必須科目として行われており、伝統工芸のみならずプロダクトデザインの考えも同時に学べる。他の専攻が複数教員により授業を組まれているのに対し、ものづくりデザイン専攻においては三年次において各分野を担当する教員がそれぞれの分野の基礎教育（素材は２つ選ぶ）にあたり、４年次前期にグループ制作を行う。

### コミュニケーションデザイン専攻
Aコース
グラフィックデザインを基本とした、パッケージ、ウェブ、タイポグラフィー、ポスターデザインを担当する教員によって、地域資源のPR活動を通した実践的な課題が行われている。
Bコース
ディレクション、デザイン、コミュニケーション、編集、課題解決、アートディレクション、広告、写真情報学フロンティア、計算基盤、地理学を担当する教員によって、デザインのプロセスを重視した教育が行われており、デザイン対する考え方を重視した教育が行われている。
景観デザイン専攻
街の景観デザインやその提案を中心とした教育を行っている。一級建築士および二級建築士資格への受験資格は与えられていなかったが、2018年から二級建築士への受験資格の取得可。

### 美術教育センター
５つの専攻のほか、美術教育センターが設置されている。美術教育センターでは、美術史や美術教員・学芸員資格取得のための教育が行われている。
なお、美術教育センターは専攻ではないため、三年次以降の専攻所属の対象とはならない。
秋田公立美術大学では専攻へ所属する前に、どの専攻志望者に対しても全ての専攻の講義を受けることとなっている。

### ５・２・１制度
1年次の現代芸術論（現代芸術のみを解説する授業ではない）においてはそれぞれの専攻の概要が講義され、2年次に専攻のプレ授業として行われる現代芸術演習により希望する2つないし3つ（2018年度より3専攻の選択が可能となった）の専攻を選択する。
専攻へ所属する前にも、基礎講座において、それぞれの専攻教員が指導する講義を受講する事が可能であるが、選考によっての履修義務は課されていない。
また、一部講座において別の専攻に所属する教員が講義を行うケースも有る。専攻科目はそれぞれの専攻に所属した学生のみが学ぶとされている。

### 免許・資格
必要な単位の修得により、以下の教育職員免許状の授与を受けることができる。
- 中学校一種免許状（美術）
- 高等学校一種免許状（芸術(美術)）
- 高等学校一種免許状（芸術(工芸)）

## 社会との関わり
- 社会貢献センター（現在はNPO法人アーツセンターあきた）を通して、産学官連携事業、知的財産の管理事業、地域連携事業、高大連携事業、その他の企画を実施している。
- 秋田県内の自治体との協力により「秋田アートプロジェクト」「KAMIKOANIプロジェクト」「ネオ・クラシック！カクノダテ」等のアートプロジェクトを毎年実施している。
- 2013年に菅原香織助教を始めとするプロジェクトチームにより、秋田駅西口バスターミナルを秋田杉を利用して建て替える木質化プロジェクトが実施された。
- 2013年には秋田公立美術工芸短大産業デザイン学科の学生のアイデアを参考にしながら、坂本憲信准教授によって陸上自衛隊第21普通科連隊の部隊識別帽のデザインが行われた。
- 2014年1月、「凡人度」をインターネット上で測定する診断ゲーム「凡人診断」を企画・開発し、大きな話題を集めた。大学の公式サイト内に公表され、全問に回答すると、診断結果として凡人度、分析コメント、才能偏差値が表示される。診断結果はFacebookやTwitterで共有することができる。

## 附属学校
- 秋田公立美術大学附属高等学院